# PANOSE
Het PANOSE-systeem is een methode om lettertypen te classificeren, enkel gebaseerd op hun uiterlijke kenmerken.
Het kan worden gebruikt om onbekende lettertypen te identificeren naar een voorbeeldafdruk, of om een bekend lettertype te laten overeenkomen met één die er sterk op lijkt uit een verzameling types.
Het originele PANOSE-systeem is bedacht in 1985 door Benjamin Bauermeister en resulteert in een 7 bytes tellend getal (later uitgebreid tot 10 bytes) voor iedere tekenset per lettertype.
Iedere byte wordt berekend aan de hand van visuele vormen en omvang, zoals het gewicht en het al dan niet aanwezig zijn van schreven.
Er zijn PANOSE-definities voor Latin Text, Latin Script, Latin Decorative, Iconographic, Japanese Text, Cyrillic Text en Hebrew.
Bijvoorbeeld, de PANOSE-nummers voor Times New Roman zijn:
| Familie Soort | 2 (Latin text)    |
| Schreef type  | 2 (Inham)         |
| Zwaarte       | 6 (Medium)        |
| Proportie     | 3 (Modern)        |
| Contrast      | 5 (Medium laag)   |
| Stok variatie | 4 (Overgankelijk) |
| Arm stijl     | 5 (Rechte armen)  |
| Lettervorm    | 2 (Rond)          |
| Middellijn    | 3 (Standaard)     |
| X-hoogte      | 4 (Groot)         |

PANOSE werd in 1992 'ingebouwd' door middel van metadatatags (additionele gegevens) in een reeks digitale lettertypen door ElseWare Corporation.
Hewlett Packard kocht in 1995 het classificatiesysteem, de database met vergelijkingsalgoritmes, classificatieparameters, en handelsmerken.
Een syntheseprogramma voor lettertypen genaamd Infinifont werd tegelijkertijd door Hewlett Packard verworven.
Ten tijde van de uitwerkperiode van Cascading Style Sheets door W3C in 1996, stelde Hewlett Packard voor om een PANOSE-syntaxuitbreiding voor substitutie van lettertypen op te nemen, echter, het werd niet meegenomen in de uiteindelijke CSS1-aanbeveling vanwege licentieaangelegenheden.